# Tyyne Haarla
Tyyne Haarla (2 de noviembre de 1892-18 de noviembre de 1968) fue una actriz teatral y cinematográfica finlandesa.

## Biografía
Su verdadero nombre era Tyyne Elina Kosunen, y nació en Varkaus, Finlandia, siendo sus padres August Kosunen y Maria Kitunen. Haarla se graduó en la Academia de Teatro de la Universidad de las Artes de Helsinki en 1910, actuando después en el Maaseututeatteri, el Teatro de Víborg (1910–1914), el Teatro de Tampere (1914-1915), el Kansan näyttämö de Helsinki (1915-1916) y el Teatro Nacional de Finlandia, en el cual interpretó más de 130 papeles entre 1923 y 1960.
Además de su actividad teatral, Haarla actuó en más de 30 producciones cinematográficas, entre ellas Kuriton sukupolvi (1937), Ihmiset suviyössä (1948), Hilmanpäivät (1954), Pastori Jussilainen (1955) y Punainen viiva (1959). 
Por su trayectoria artística, Haarla fue premiada en el año 1948 con la Medalla Pro Finlandia.
Tyyne Haarla falleció en Helsinki en el año 1968. Se había casado en 1918 con el periodista Emil Juntto, con quien tuvo dos hijos, y del que se divorció en 1926. En 1930 se casó con el escritor Lauri Haarla, permaneciendo unidos hasta la muerte de él en 1944. La pareja tuvo un hijo, el actor Saulo Haarla.

## Selección de sus obras en el Teatro Nacional de Finlandia
- 1933 : La escuela de las mujeres, de Molière
- 1934 : Kullervo
- 1936 : Crimen y castigo, de Fiódor Dostoyevski
- 1937 : La Farsa de Maître Pathelin
- 1938 : Caperucita Roja
- 1943 : El avaro, de Molière
- 1946 : Romeo y Julieta, de William Shakespeare
- 1946 : Bodas de sangre, de Federico García Lorca
- 1947 : Pigmalión, de George Bernard Shaw
- 1947 : Las tres hermanas, de Antón Chéjov
- 1948 : Yerma, de Federico García Lorca
- 1952 : Casa de muñecas, de Henrik Ibsen
- 1953 : La rosa tatuada, de Tennessee Williams
- 1955 : Tío Vania, de Antón Chéjov